# Капітал і процент
Капітал і процент (нім. Kapital und Kapitalzins) — фундаментальна двотомна праця австрійського економіста Ейгена фон Бем-Баверка.

## Зміст

### Перший том
Перший том опубліковано у 1884 році під назвою «Історія і критика теорій проценту» (нім. Geschichte und Kritik der Kapitalzinstheorien). Книга складається зі вступу, закінчення і 14 глав:|
1. Проблема проценту
2. Античні філософи і каноністі як противники позичкового проценту
3. Захисники позичкового проценту з XVI по XVIII вік. Занепад учення каноністів
4. Теорія природної продуктивності Тюрго
5. Проблема проценту у Адама Сміта. Огляд подальшого розвитку
6. Безкольорові теорії
7. Теорії продуктивності
8. Теорії користування
  1. Критика поняття користування капіталу Сея-Германна
  2. Критика поняття користування капіталу Менгера
9. Теорія утримання
10. Трудові теорії
11. Джон Ре
  1. Викладення
  2. Критика
12. Теорія експлуатації
  1. Робертус
  2. Маркс
  3. Учення Маркса від його послідовників
13. Еклектики
14. Дві новітні спроби
  1. Новітня теорія природної продуктивності Джорджа
  2. Видозмінена теорія утримання Шелльвіна

### Другий том
Другий том вийшов у 1889 році під назвою «Позитивна теорія капіталу» (нім. Positive Theorie der Kapitales). Книга містить: передмову, вступ і 7 книг (49 глав): «Природа і концепція капіталу» (6 глав); «Капітал як інструмент виробництва» (6 глав); «Цінність» (10 глав); «Ціна» (7 глав); «Минули і майбутнє» (5 глав); «Джерело проценту» (10 глав); «Ставка проценту» (5 глав).

## Ідеї
Автор стверджує, що процент з'являється внаслідок того, що сьогоднішні споживчі блага обмінюються на майбутні, й по суті є надбавкою до ціні сьогоднішніх благ. Проблема складається у виявленні причин, чому ринок забезпечує існування такої надбавки, тобто чому люди за товари, отримані сьогодні, готові віддати більшу їхню кількість у майбутньому. Таким чином, автор розвиває концепцію часової преференції.
Бем-Баверк приводить три наступні причини існування проценту на капітал:
1. Очікування, що у майбутньому ситуація для задоволення потреб буде кращою, ніж зараз; що у суспільстві завжди є малозабезпечені люди, а також такі, які сподіваються стати багатшими (тобто людина позичає гроші під проценти тому, що очікує, наприклад, перейти на більш високооплачувану роботу або сподівається отримати спадок);
2. Більшість людей не сприймає споживання благ у майбутньому з такою ж реальністю, як їх споживання у теперішності; недооцінює майбутні потреби, що спричинюється:
- недостатньо розвиненою уявою (наприклад, індивід не може уявити собі підвищення або зміну своїх потреб у майбутньому; не відноситься до вигострено мріючих суб'єктів);
- недостатньою силою волі (позика грошей під проценти пояснюється тим, що індивіду необхідно придбати товар саме зараз; наприклад, дитина вимагає купити йому цукерку негайно, не усвідомлюючи, що якщо трошки почекати, то можна отримати цілий кульок цукерок);
- швидкоплинністю життя і невпевненістю у завтрашньому дні (клієнт позичає гроші, сподіваючись, що не доживе до моменту розрахунку або він сам, або його кредитор).

3. Володіння благами сьогодні дозволяє людині здійснювати виробництво з більшою ефективністю, він усвідомлює вищість «обхідних» методів виробництва (тобто необхідність використовувати у виробництві блага вищих порядків, капітал).

## Перевидання і переклади
Друге, перепрацьоване видання, побачило світ у 1900 році. Третє видання було надруковане у трьох томах (1909—1914 рр.). Третій том включає 12 екскурсів (доповнень), які містять відповіді на критику роботи.
Англійською книга була переведена практично одразу ж після виходу: перший том — у 1890 р., другий том — у 1891 р.
Російською переклад другого видання першого тому книги був опублікований тричі:
- під назвою «Очерки по истории политической экономии: история учений о капитале и проценте на капитал» — СПб., 1902;
- під назвою «Капитал и прибыль: история и критика теорий процента на капитал» — СПб., 1909.
- Бём-Баверк, Ойген фон. Капитал и процент, 1884—1889 // Избранные труды о ценности, проценте и капитале. — М.: Эксмо, 2009. — С. 247—812. — 912 с. — (Антология экономической мысли). — 2000 экз. — ISBN 978-5-699-22421-0.